# Komsomolsk-sur-l'Amour
Pour les articles homonymes, voir Komsomolsk.
Komsomolsk-sur-l'Amour ([kəmsɐˈmolʲsk nɐɐˈmurʲə], en russe : Комсомольск-на-Амуре, Komsomolsk-na-Amure) est une ville d'importance régionale du kraï de Khabarovsk en Extrême-Orient russe. Chef-lieu du raïon de Komsomolsk, il n'en fait cependant pas partie, formant à la place sa propre subdivision en tant qu'okroug urbain au sein du kraï. Jusqu'au 10 décembre 1932, la localité s'appelait le village de Perm-sur-l'Amour.
Peuplée de 236 158 habitants en 2023, elle est la deuxième plus grande ville du kraï de Khabarovsk et la sixième de l'Extrême-Orient russe. Située sur la rive gauche de l'Amour, elle se trouve à 400 km au nord-est de Khabarovsk par la route. La distance de Moscou par la route est de 8 700 km. C'est le plus grand centre industriel de la région d'Extrême-Orient, avec des entreprises de construction navale, une usine aéronautique, des raffineries de pétroles et des usines métallurgiques. Elle est une plateforme de transport sur la magistrale Baïkal-Amour ainsi qu'un important port fluvial. Il existe des universités techniques et pédagogiques, et à l'époque soviétique, la ville était un centre militaro-industriel d'importance pour l'Union soviétique.

## Géographie

### Situation
Komsomolsk-sur-l'Amour est située dans le kraï de Khabarovsk, qui est un kraï russe de l'Extrême-Orient russe. La ville fait ainsi partie du district fédéral extrême-oriental, se situant à 900 km au nord-est de Vladivostok, la capitale du district. La capitale Moscou est à 6 000 km à l'ouest tandis que Krasnoïarsk, la capitale de son sujet, est à 270 km au sud-est. Komsomolsk-sur-l'Amour est située sur la rive gauche du fleuve Amour, sur la Magistrale Baïkal-Amour. Comparativement à l'Europe, elle se situe à la même latitude (à dix minutes d'arc près) que des villes comme Lille (France) ou Kiev (Ukraine).
La ville, comme tout le kraï de Khabarovsk, est située dans le fuseau horaire MSK+7 (heure de Vladivostok). Le décalage horaire appliqué par rapport au temps universel coordonné est +10:00.
La ville proprement dite, incorporée dans le kraï sous le nom d'okroug urbain de Komsomolsk-sur-l'Amour,,, dans ses limites actuelles, couvre une superficie de 325,54 km2, et couvre donc 0,04 % de la superficie du kraï.

### Hydrographie

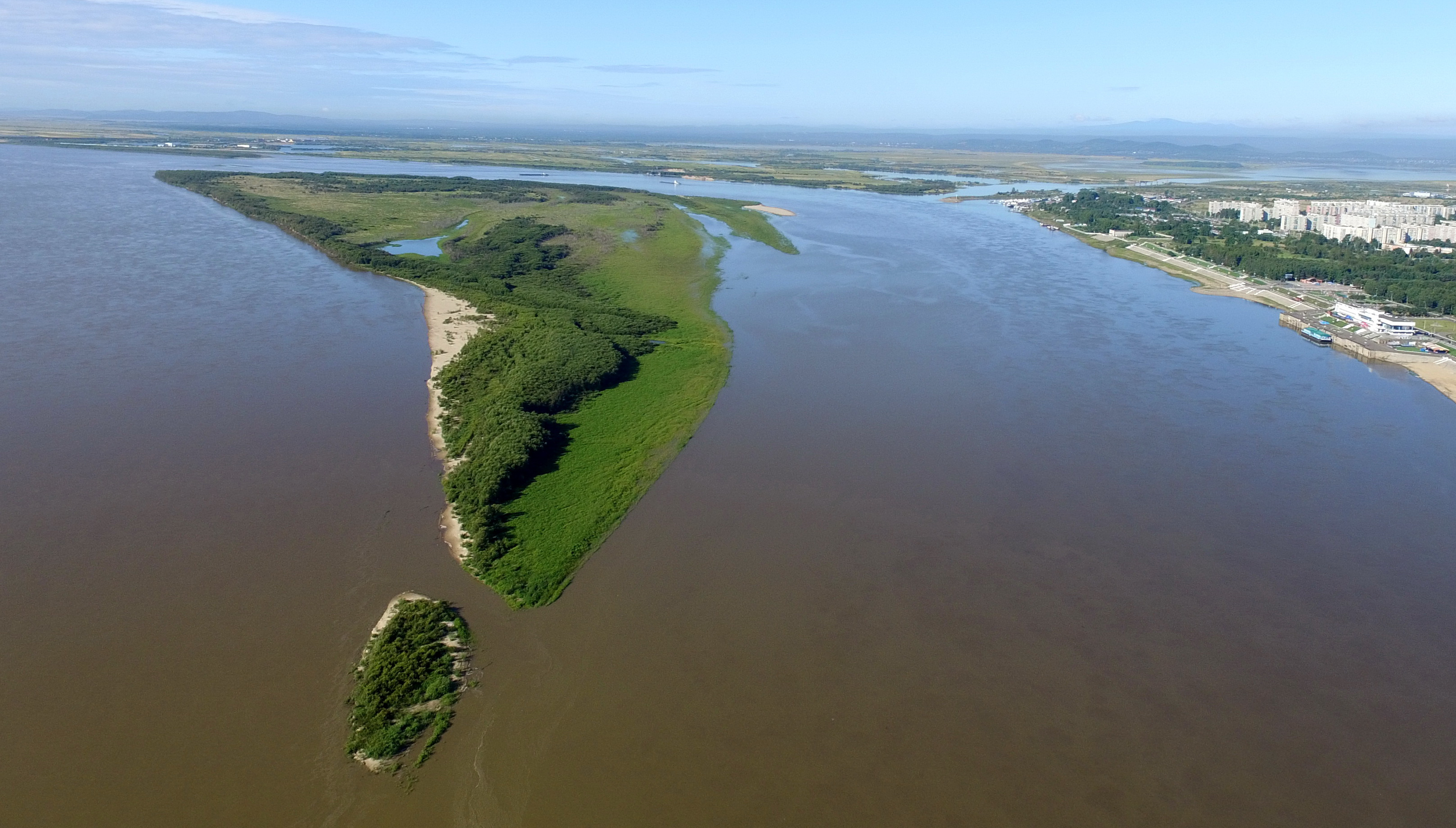
Île verte sur le fleuve Amour avec Komsomolsk à droite.

L'hydrographie de la ville est principalement représentée par le fleuve Amour, mais aussi par ses affluents gauches avec des lacs et des petites rivières qui s'y jettent. Le fleuve Amour coule dans la partie sud de la ville sur 32 km, et sa largeur varie de 1,75 km à 3,75 km au niveau de l'embouchure du canal du lac Savons. Sa profondeur moyenne est de 15–16 m, tandis que sa vitesse d'écoulement est de 1,2 m/s.
Le plus grand des affluents de l'Amour de la ville, tous de rive gauche, est la rivière Silinka, longue de 75 km (24 km à l'intérieur des limites de la ville), qui sépare la ville en deux. Le ruisseau Tcherny Klioutch, se jette dans la Silinka, tandis que dans le nord de la ville coule le Silinki, long de 16,25 km. Sinon, il y a dans les autres rivières le Bolchoï Khapsol, long de 15 km (dans la ville : 9,4 km), le Maloï Khapsol long de 5 km qui se jette dans le lac Mylki ; la rivière Botchine, longue de 27,0 km (13,0 km dans la ville), se jetant dans le lac Roudnikovskoïe ; le ruisseau Klioukvenny long 9,5 km (7,3 km dans la ville) ainsi que la rivière Khorpinskaya-2 longue de 17,5 km (2,1 km dans la ville) qui se jette dans le lac Khorpy.
Le lac Khorpy est le plus grand lac de la ville, d'une superficie de 14 km2, long de 8,2 km et large de 2,5 km au maximum. Il est relié au fleuve Amour par le canal du Khorpy, et fait office de limite orientale de la ville. Il y a aussi le lac Galitchnoïe, long de 4,4 km et large de 0,63 à 2,5 km. Dans les années 1980, plusieurs lacs ont été asséchés lors de la construction d'une route, qui étaient le lac Mylki et le lac Roudnikovskoïe, et ils ne sont aujourd'hui que de petits étangs. Ces quatre lacs ont des profondeurs faibles, et leurs niveaux sont associés au niveau du fleuve Amour, les lacs se situant au niveau de l'embouchure de rivières dans le fleuve.

### Relief et géologie
La ville de Komsomolsk-sur-l'Amour se trouve sur la rive gauche d'un méandre de l'Amour, dans une zone surélevée au milieu de la plaine inondable de la rive gauche, plaine d'une largeur qui atteint les 20 km. La ville s'étend sur plus de 30 km depuis la rive du fleuve, et la largeur du lit au sein de la ville est d'en moyenne 2,5 km. La ville est construite plus précisément sur une série de trois terrasses au-dessus de la plaine inondable.
Le territoire se situe à la frontière septentrionale de la plaine du Moyen-Amour, lorsque l'Amour doit traverser les contreforts convergents des systèmes montagneux du Sikhote-Aline et de la Boureïa. Sur la rive en face de la ville se trouvent les contreforts de la crête Hummi (Sikhote-Aline), qui descendent abruptement dans le fleuve. Leurs élévations absolues sont de l'ordre de 350 à 380 m. La partie gauche, où se trouve la ville, est encadrée au nord par les contreforts de la crête Miao-Chan (ou Miaochang). Ces montagnes, à cause d'une érosion longue, sont devenues des collines, avec des hauteurs de 75 à 150 m. À l'ouest se trouvent les sommets de la crête de Bajdal.
La ville est construite sur des dépôts de l'Holocène pour les trois terrasses. Ils sont représentés par une couche de sols argileux et limoneux (épaisseur de 2 à 10 m), par une couche de rochers avec de l'argile et du limon (épaisseur maximale de 35 m) et par une couche de sables fins avec des graviers et galets qui est saturée d'eau (épaisseur de 10 m). Il y a en dessous des dépôts du Pléistocène, avec des sables et des graviers (épaisseur allant jusqu'à 100 m) et des conglomérats de roches, grès et siltstones.

### Climat
Le climat de la ville, qui appartient à la zone Dfb selon la classification de Köppen, se caractérise par une combinaison de climat continental et de mousson en été. L'été est court, mais chaud et humide, tandis que l'hiver est extrêmement rigoureux. Les précipitations sont fréquentes avec 558 mm d'eau sur l'année, dont 489 mm pour la période chaude et 69 mm pour la période froide. Le maximum de précipitations sur un mois dans la ville est en août avec 104 mm, le minimum est en janvier et février avec 10 mm.
Les températures moyennes sont de −25,6 °C en janvier et de 20,0 °C en juillet avec une moyenne annuelle de 0,7 °C. Le record de température a été atteint en juillet 2010 avec 40,3 °C, tandis que le minimum absolu a été observé au cours de l'hiver 1944 avec −48,2 °C.
La durée moyenne de la période sans gel est de 136 jours par an. En moyenne, la formation d'un manteau neigeux stable se situe au 22 octobre, tandis que la fonte finale est en moyenne située au 22 avril. La plus grande hauteur de couverture neigeuse était de 300 cm en 1946. En raison de la topographie de la vallée du fleuve Amour, les vents prédominants sont du sud (41 %) et du nord (31 %). Sinon, le nombre moyen de jours de brouillard est de 28.

## Urbanisme

### Morphologie urbaine
Komsomolsk-sur-l'Amour comprend historiquement deux parties : le centre ou « ville », où se trouve l'entreprise principale, qui est l'usine de construction navale, et Dzyomgi, la zone formée lors de la construction de l'usine aéronautique. Chaque partie représente une zone distincte. Il n’existe ainsi pas de centre unique dans la ville.

### Occupation des sols
L'occupation des sols de la commune, telle qu'elle ressort de son plan général de 2017, est la suivante :
| Année                                                 | 2017 (ha) | 2017 (%) |
| ----------------------------------------------------- | --------- | -------- |
| Zones résidentielles                                  | 2294.2    | 7.07     |
| Zone publique et commerciale                          | 516.4     | 1,59     |
| Zone d'infrastructures d'ingénierie et de transport   | 3664.6    | 11,30    |
| Zone de stockage de production et de services publics | 2508.6    | 7,73     |
| Zone à usage spécial                                  | 1178.0    | 3,63     |
| Zone de loisirs et espaces verts urbains              | 312.1     | 0,96     |
| Zones à vocation agricole                             | 3376.6    | 10,41    |
| Espaces paysagers naturels                            | 13356.6   | 41,17    |
| Plans d'eau                                           | 5234.6    | 16.14    |
| Total                                                 | 32554.2   | 100      |

### Logements

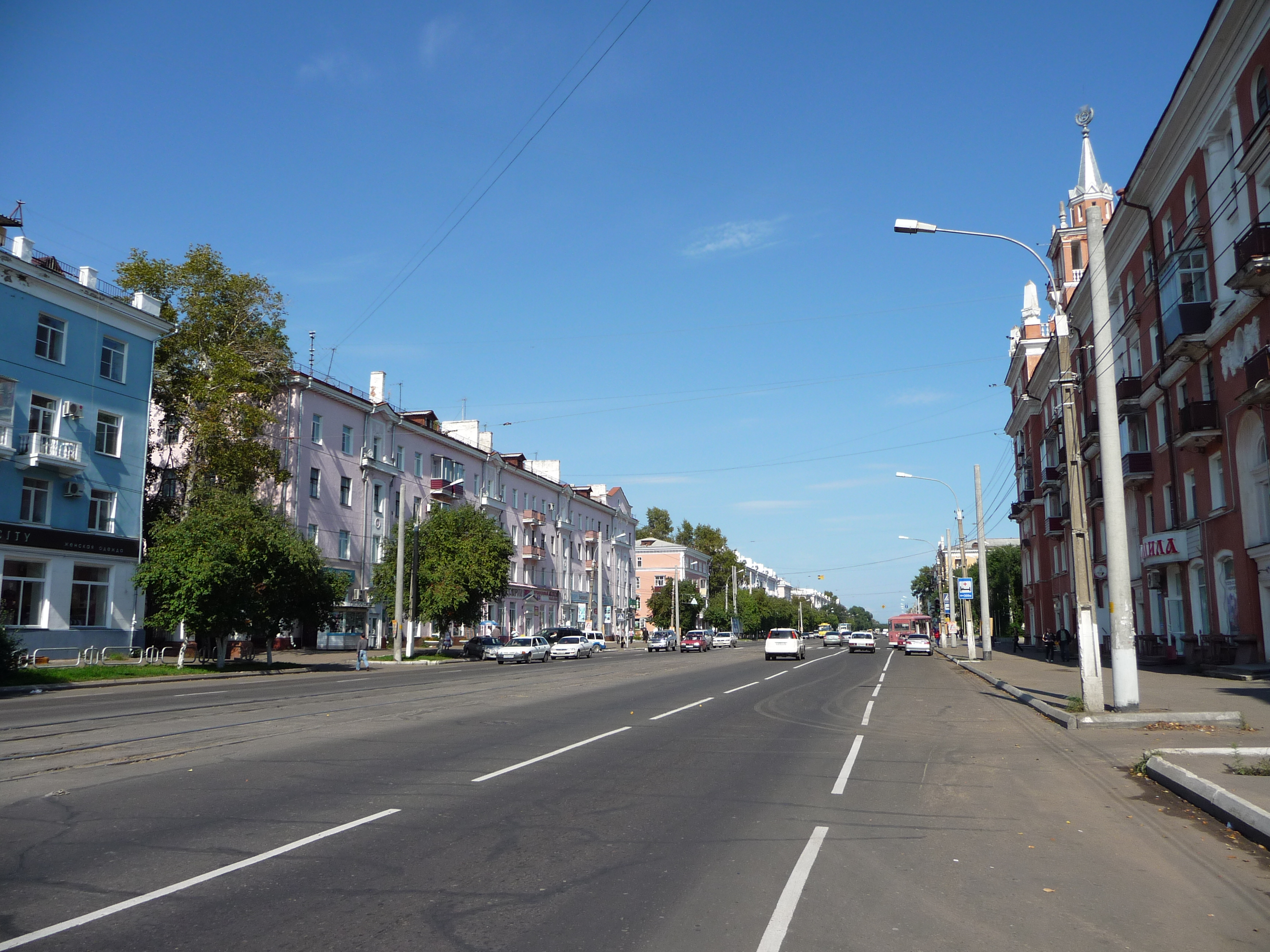
Rue Lénine en centre-ville.

La surface des logements en 2016 s'élevait à 5 805 000 m2, dont 52 400 m2 de logements vétustes. La surface moyenne des logements était de 23,4 m2. Sur l'ensemble du parc immobilier, plus de 93 % de la surface se trouve dans des immeubles d'habitations.

### Risques naturels
L'ensemble du territoire est soumis à un risque sismique accru, avec des séismes de 6 à 7 sur l'échelle de Richter possibles.
Le niveau le plus élevé absolu observé du fleuve Amour près de Komsomolsk est de +701 cm. Les niveaux les plus élevés ont été observés en 1932 (+687 cm), 1959 (+701 cm), 1984 (+670 cm) et 1985 (+641 cm). Lors des plus fortes inondations, jusqu'à 54 m2 du territoire de la ville peuvent être inondés.

### Voies de communication et transports

#### Transport ferroviaire
La ville de Komsomolsk-sur-l'Amour est un nœud ferroviaire régional. Elle est traversée par la magistrale Baïkal-Amour (BAM), de Taïchet par Tynda et Komsomolsk à Vanino. Une autre ligne relie la ville au village de Volotchaïevka (raïon de Smidovitch, OAJ) pour la connecter au chemin de fer transsibérien. La longueur totale des voies ferrées dans les limites de la ville est de 61 km.
La ville possède 4 gares ferroviaires, avec la gare de Komsomolsk-sur-l'Amour, la gare de Komsomolsk-sur-l'Amour II , la gare de Silinka et la gare de Komsomolsk-Sortirovotchny (Tri). La ville possède plusieurs haltes ferroviaires, parmi lesquelles 1er Sady, 2e Sady, 3e Sady, 4e Sady et la halte mettalist.

#### Transport fluvial

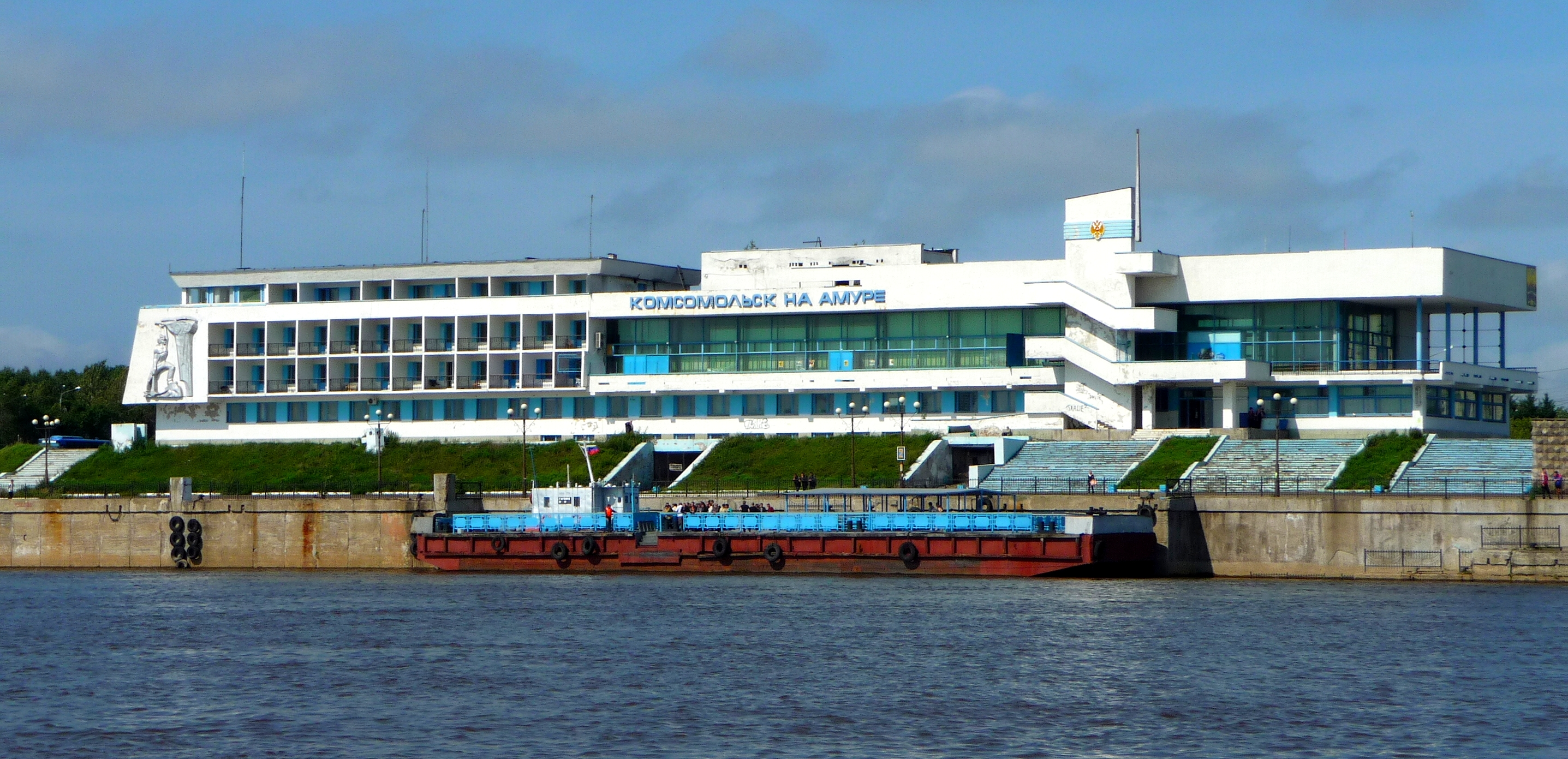
Gare fluviale.

Le port fluvial de Komsomolsk-sur-l'Amour est connecté aux voies ferroviaires desservant la ville. Il se situe à 569 km de l'embouchure du fleuve Amour, sur sa rive gauche, et il est divisé en deux parties : une de fret et une de passagers. La zone de fret reçoit du charbon, du bois, et le traitement est mécanisé. Le terminal passagers est lui d'une capacité de 200 passagers, et dispose d'une intermodalité avec une gare routière. Pendant la période de navigation, des liaisons de passagers existent avec Nikolaïevsk-sur-l'Amour, avec Nijnié Khalby et avec Pivan.

#### Transport aérien
Le principal aéroport est celui de Khourba, à une vingtaine de kilomètres au sud de la ville, avec une piste de 2 500 m de long, et il accepte tous les avions. Cet aéroport est à la fois civil et militaire, et des rotations aériennes vers Komsomolsk, Novossibirsk, Moscou et Nikolaïevsk-sur-l'Amour existent. La ville dispose aussi de l'aérodrome de Dziomgui, avec une piste de 2 500 m de long. Le 611e régiment d'aviation de chasse y est situé, et il n'y a aucun service passagers ici.

#### Infrastructures routières

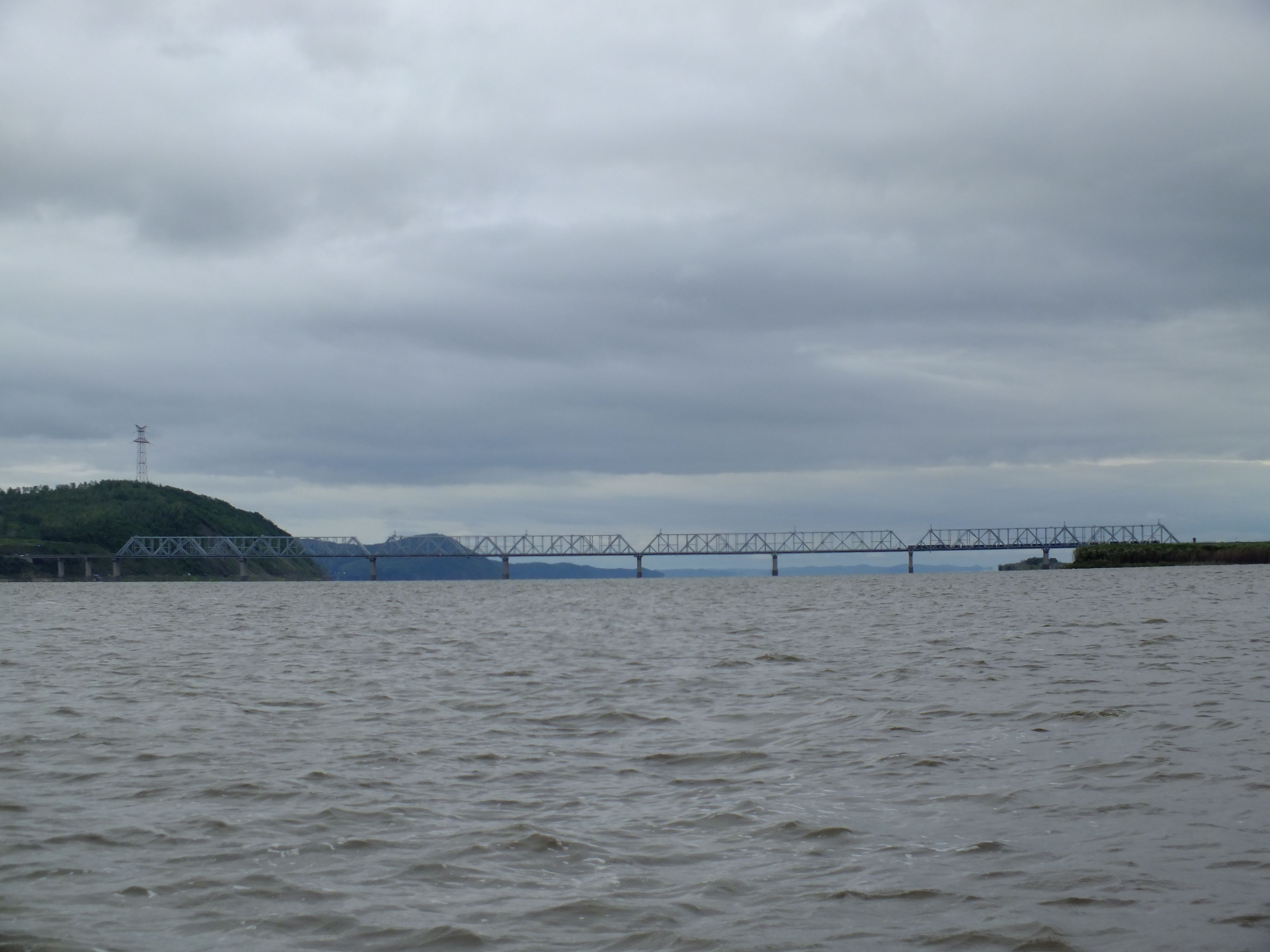
Pont sur le fleuve Amour.

Le réseau routier de la ville revêt une importante stratégique, tant l'Extrême-Orient dépend des routes comme principal moyen de transport. La ville est située à l'intersection de routes régionales et locales. La plus importante route est la route fédérale A376, dont une de ses branches finit dans la ville. Cette route part vers Khabarovsk, avec une autre branche vers Vanino. À Khabarovsk , elle est connectée aux routes fédérales Amour vers Tchita et Oussouri vers Vladivostok. La route rentre dans la ville par un pont qui enjambe le fleuve Amour.
La ville est connectée à des routes régionales vers Alonka (raïon de la Haute-Boureïa), vers Solnetchny (raïon de Solnetchny), vers Galitchny (raïon de Komsomolsk). Au sud, une route mène à l'aéroport de Khourba et à la grande ville d'Amoursk (raïon d'Amoursk). Sur l'autre rive du fleuve, l'A376 est connectée à la route et Sniojny (raïon de Komsomolsk).
En 2016, le parc automobile total de la ville de Komsomolsk-sur-l'Amour était d'environ 80 000 véhicules à moteur. Le niveau de motorisation est ainsi de 320 véhicules pour 1000 habitants.

#### Transports en communs
Des bus régionaux relient la ville à Khabarovsk, aux chefs-lieux de raïon proches d'Amoursk, de Celo imen Polina Ossipenko (raïon de Polina Ossipenko), mais aussi vers les villages sur l'autre rive du fleuve de Selikhino, de Dappy, de Gourskoïe et d'Ouktour. Enfin, des liaisons suburbaines vont vers Solnetchny, Khourba et Molodiojny.
Dans le sens nord-ouest, en 2016, il y a environ 20 bus par jour, dans le sens sud-ouest, y compris la rive droite de l'Amour, il y a environ 100 bus par jour, tandis que dans le sens nord-est, il y a seulement 3 bus par jour. La ville dispose d'une gare routière, d'une capacité de 600 personnes, située rue Kirov.
La ville possédait un réseau de tramway depuis 1957, mais depuis le 1er octobre 2018, la circulation des tramways est suspendue faute de fonds. En 2023, le chef du kraï de Khabarovsk Mikhaïl Degtiariov a annoncé son intention de commencer à rétablir la circulation des tramways à Komsomolsk-sur-l'Amour en 2025-2026.

## Toponymie
La ville a reçu son nom en mémoire des membres du Komsomol, qui furent les premiers bâtisseurs (parmi les fondateurs de la ville, il y avait aussi des bâtisseurs civils) de la ville, même si 65 % des constructeurs (16 000 personnes) étaient des prisonniers, mais ils ne furent pas les premiers arrivés, mais seulement un an après les membres du Komsomol, en 1933.
En plus du nom officiel, il en existe un certain nombre de noms non officiels en russe, le plus répandu d'entre eux : « Ville de la jeunesse ». La ville est également appelée « La ville à l'aube », basée sur la pièce de théâtre soviétique du même nom de 1940, dédiée aux bâtisseurs de Komsomolsk-sur-l'Amour,. Dans le langage familier, le nom familier de la ville « Komsa » est courant.
L'arrondissement de Lénine, qui constitue la deuxième moitié nord-est de la ville, a le nom officieux de Dzyomgi, comme on appelait autrefois ici le camp de Nanaïs qui s'y situait. D'après l'une des trois versions, Dzyomgi vient du nanaï : « bosquet de bouleaux », tandis qu'une autre dit que ça veut dire « maison en bois ».
En chinois, la ville est également connue sous le nom de 共青城 (Gongqing Cheng), soit « Ville des Komsomol ».

## Histoire

### Perm-sur-l'Amour

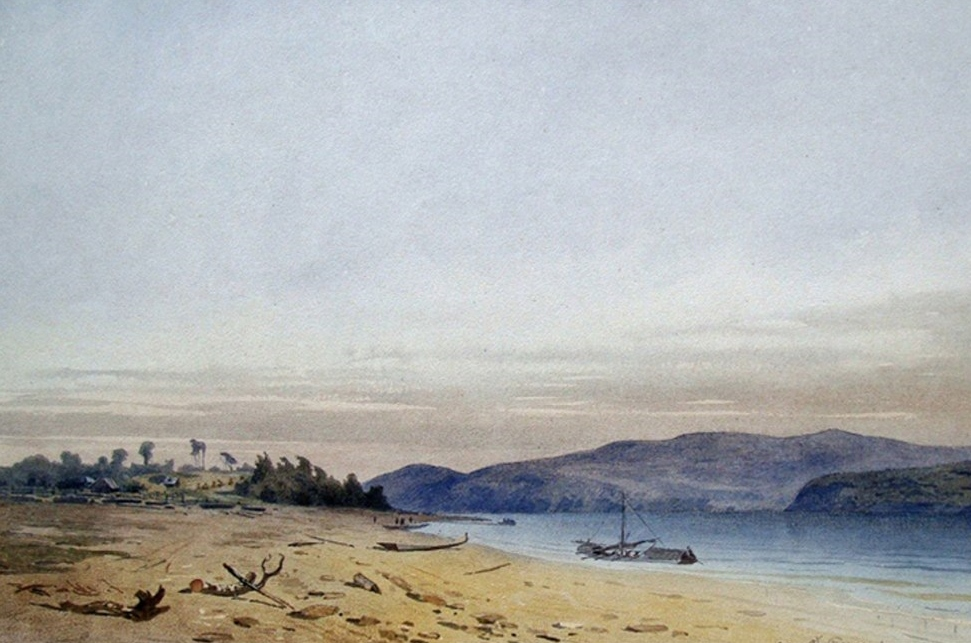
Village de Perm. Fragment d'un dessin de l'artiste Fiodor Bagants.Pris en 1866 lors d'un voyage le long du fleuve Amour sur le bateau Giliak.

Jusqu'au Traité d'Aigun (1858), la région de Mandchourie-Extérieure dans laquelle la ville fut bâtie, était considérée par la Chine impériale comme un de ses territoires, bien que dans les faits la région n'était ni habitée ni contrôlée par les Chinois. Elle fut ensuite explorée et colonisée par la Russie impériale et la frontière entre les deux pays se mit en place plus officiellement à son emplacement actuel aux XIXe et XXe siècles.
Pendant la seconde moitié du XIXe siècle fut fondé le village de Perm-sur-l'Amour (ou Permskoïe) par des colons venant du gouvernement de Perm, à proximité du camp Nanaï de Dzyomgi.

### Komsomolsk soviétique (1932-1991)

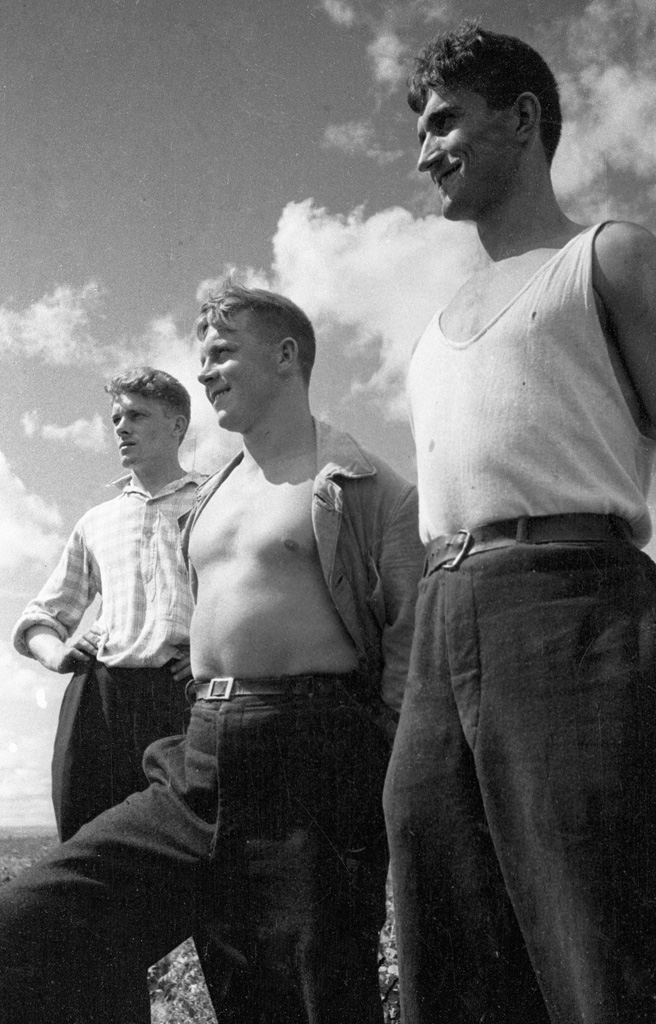
Photo prise en 1934, conforme à l'idéal soviétique des jeunes communistes pionniers qui fondèrent Komsomolsk-sur-l'Amour.

Au début du premier plan quinquennal furent prises des décisions concernant le développement industriel et économique de l'Extrême-Orient soviétique. Les deux principales issues étaient la construction de deux grandes usines de défense au bord du fleuve Amour, et ainsi la construction d'une ville.
En Russie, la fondation est vue comme l'une des pages héroïques du XXe siècle. La ville fut fondée sous l'impulsion du Komsomol, les jeunesses communistes, avec de nombreux travailleurs du Komsomol, mais aussi de nombreux prisonniers du Dallag. La fondation fut reprise dans des livres et des films pendant toute la période soviétique. Les premiers constructeurs de la ville débarquèrent des bateaux Columbus et Komintern le 10 mai 1932 sur le site. Lors de la planification, il fut prévu de la construction des chantiers navals de l'Amour, dans l'actuel arrondissement central, ainsi que l'usine d'aviation, sur le site du camp nanaï de Dzyomgi. Ainsi, sur le plan urbanistique, deux villes émergèrent qui ont ensuite fusionné en une, même si les différences entre les deux arrondissements existent toujours. Le 10 décembre 1932, par résolution du Présidium du Comité exécutif central panrusse, Perm-sur-l'Amour est renommée Komsomolsk-sur-l'Amour et obtient le statut de ville.
À la fin des années 1930, les chantiers navals et l'usine aéronautique étaient déjà en service, tandis que la raffinerie de pétrole, troisième usine de la ville, était en construction. Le développement de la ville continua entre les années 1950 et les années 1980, qui fut son apogée. À ce moment-là, de nombreux quartiers sont construits ainsi que d'autres usines.

### Depuis 1991
L'économie citadine s'est détériorée pendant les années 1990, avec la fin des subventions. Dans l'industrie militaire, le volume de production a chuté de plus de 4 fois. Ceci a entraîné une forte chute démographique, qui s'est seulement stabilisée pendant les années 2010.
Dans les années 1990, Komsomolsk-sur-l'Amour était souvent qualifiée de « capitale criminelle de l'Extrême-Orient ».
Depuis le 1er octobre 2018, la circulation des tramways est suspendue faute de fonds.
Par décret du président de la fédération de Russie du 20 mai 2021, la ville a reçu le titre de « Ville de la valeur ouvrière ».

## Politique et administration

### Statut
La ville forme sa propre subdivision au sein du kraï de Khabarovsk. Du point de vue administratif, elle est une ville d'importance régionale, tandis que du point de vue municipal, elle forme entièrement un okroug urbain,,.

### Administration

Douma municipale depuis 2020, où aucun de Russie unie siège.

Conformément à la Charte de la Ville, la structure du gouvernement local comprend l'organe représentatif de la municipalité qui est la Douma de la ville ; le chef de la ville ; l'organe exécutif et administratif de la commune est l'administration municipale ; ainsi que organes exécutifs et administratifs des arrondissements de la ville.
Par ailleurs, la ville est le siège du raïon de Komsomolsk, bien que n'en faisant pas partie.

#### Liste des chefs
Depuis 2019, le maire (chef de la ville) de Komsomolsk-sur-l'Amour est Aleksandr Viktorovitch Jornik, du parti libéral-démocrate de Russie,.
| Période           | Période                    | Identité                          | Étiquette   | Qualité                                                                 |
| ----------------- | -------------------------- | --------------------------------- | ----------- | ----------------------------------------------------------------------- |
| 3 décembre 1991   | 14 septembre 2014          | Vladimir Petrovitch Mikhaliov     | Russie unie | Ingénieur en mécanique                                                  |
| 14 septembre 2014 | 17 juillet 2019            | Andreï Viktorovitch Klimov        | Russie unie |                                                                         |
| 19 juillet 2019   | 27 septembre 2019          | Ievgueni Vladimirovitch Korchikov |             | Par intérim                                                             |
| 27 septembre 2019 | En cours (au 22 mars 2024) | Aleksandr Viktorovitch Jornik     | LDPR        | Conseiller du directeur de l'usine aéronautique de Komsomolsk-sur-Amour |

### Division administratives

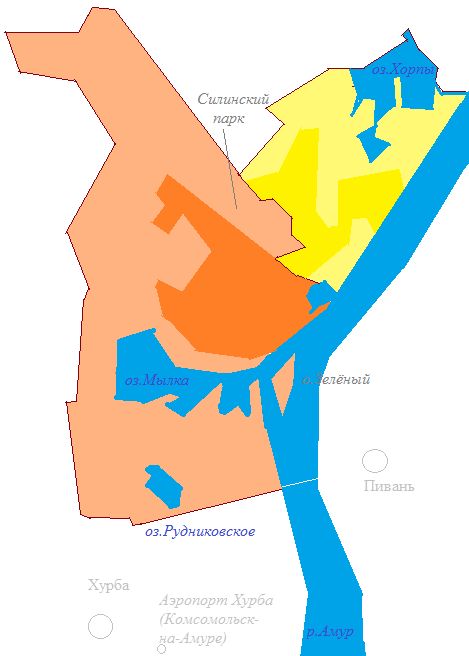
Arrondissement central
Arrondissement Lénine.

Administrativement, la ville est divisée en 2 arrondissements (statut d'okroug, anciennement raïons), coïncidant avec les parties historiques : arrondissement de Lénine (Dzyomgi) et l'arrondissement Central.
À l’époque soviétique, la division administrative-territoriale de la ville était différente de celle d’aujourd’hui. Conformément au décret du présidium du Soviet suprême de la RSFSR du 19 octobre 1943, les raïons de Lénine, de Staline et Central ont été formés. Le raïon de Lénine comprenait le territoire d'Amurstal et le quartier résidentiel de la gare. Mais par le décret du Présidium du Conseil suprême de la RSFSR du 7 août 1957, la division des districts de la ville a été supprimée. Néanmoins, par décret du 31 mars 1972, le Présidium du Conseil suprême de la RSFSR divisa à nouveau Komsomolsk-sur-l'Amour en deux arrondissements, tels qu'ils existent aujourd'hui.
Pendant la période soviétique, le conseil municipal de Komsomolsk-sur-l'Amour avait juridiction sur la commune urbaine de Pivan.

### Tendances politiques
| Scrutin              | 1er tour | 1er tour | 1er tour | 1er tour | 1er tour | 1er tour | 1er tour | 1er tour | 1er tour | 1er tour | 1er tour | 1er tour | 2d tour                  | 2d tour                  | 2d tour                  | 2d tour                  | 2d tour                  | 2d tour                  | 2d tour                  | 2d tour                  | 2d tour                  | 2d tour                  |
| Scrutin              | 1er      | 1er      | %        | 2e       | 2e       | %        | 3e       | 3e       | %        | 4e       | 4e       | %        | 1er                      | 1er                      | %                        | 2e                       | 2e                       | %                        | 3e                       | %                        | 4e                       | %                        |
| -------------------- | -------- | -------- | -------- | -------- | -------- | -------- | -------- | -------- | -------- | -------- | -------- | -------- | ------------------------ | ------------------------ | ------------------------ | ------------------------ | ------------------------ | ------------------------ | ------------------------ | ------------------------ | ------------------------ | ------------------------ |
| Présidentielle 2012  |          | ER       | 54,83    |          | KPRF     | 20,12    |          | LDPR     | 10,63    |          | SE       | 7,85     | Victoire au premier tour | Victoire au premier tour | Victoire au premier tour | Victoire au premier tour | Victoire au premier tour | Victoire au premier tour | Victoire au premier tour | Victoire au premier tour | Victoire au premier tour | Victoire au premier tour |
| Gouvernorale 2013,   |          | ER       | 62,48    |          | LDPR     | 14,65    |          | KPRF     | 13,51    |          | SRZP     | 4,63     | Victoire au premier tour | Victoire au premier tour | Victoire au premier tour | Victoire au premier tour | Victoire au premier tour | Victoire au premier tour | Victoire au premier tour | Victoire au premier tour | Victoire au premier tour | Victoire au premier tour |
| Présidentielle 2018, |          | ER       | 65,04    |          | KPRF     | 19,01    |          | LDPR     | 9,31     |          | GRANI    | 1,48     | Victoire au premier tour | Victoire au premier tour | Victoire au premier tour | Victoire au premier tour | Victoire au premier tour | Victoire au premier tour | Victoire au premier tour | Victoire au premier tour | Victoire au premier tour | Victoire au premier tour |
| Gouvernorale 2018    |          | LDPR     | 33,08    |          | ER       | 32,49    |          | KPRF     | 20,89    |          | SRZP     | 5,59     |                          | LDPR                     | 68,80                    |                          | ER                       | 28,05                    |                          |                          |                          |                          |
| Maïroale 2019        |          | LDPR     | 55,6     |          | ER       | 24       |          | SE       | 13       |          |          |          | Tour unique              | Tour unique              | Tour unique              | Tour unique              | Tour unique              | Tour unique              | Tour unique              | Tour unique              | Tour unique              | Tour unique              |
| Gouvernorale 2021,   |          | LDPR     | 56,09    |          | SRZP     | 23,91    |          | RPPSS    | 11,57    |          | Rodina   | 3,13     | Victoire au premier tour | Victoire au premier tour | Victoire au premier tour | Victoire au premier tour | Victoire au premier tour | Victoire au premier tour | Victoire au premier tour | Victoire au premier tour | Victoire au premier tour | Victoire au premier tour |
| Présidentielle 2024  |          | ER       | 77,82    |          | NL       | 6,53     |          | KPRF     | 6,49     |          | LDPR     | 5,58     | Victoire au premier tour | Victoire au premier tour | Victoire au premier tour | Victoire au premier tour | Victoire au premier tour | Victoire au premier tour | Victoire au premier tour | Victoire au premier tour | Victoire au premier tour | Victoire au premier tour |
| Maïorale 2024        |          | ER       | 43,77    |          | LDPR     | 26,23    |          | SRZP     | 13,99    |          | KPRF     | 5,35     | Tour unique              | Tour unique              | Tour unique              | Tour unique              | Tour unique              | Tour unique              | Tour unique              | Tour unique              | Tour unique              | Tour unique              |

### Jumelages
- Jiamusi (Chine)
- Kamo (Japon)

## Population et société

### Démographie
Alors qu'en mai 1932, Perm-sur-l'Amour comptait 150 habitants, il y avait déjà 70 000 personnes en 1940. Pendant toute la période soviétique, la ville a connu une forte croissance démographique, avec de nombreux migrants. Ainsi en 1990, environ 320 000 habitants vivaient dans la ville. Mais pendant les années 1990, les subventions ont diminué, la situation économique s'est détériorée. Cela a provoqué un exode, et la population est passée de 320 000 à 270 000 personnes de 1990 à 2010. Depuis les années 2010, la démographie s'est stabilisée.
Recensements (*) ou estimations de la population,:
| 1939*  | 1959*   | 1970*   | 1979*   | 1989*   |
| ------ | ------- | ------- | ------- | ------- |
| 70 808 | 177 278 | 218 127 | 263 950 | 315 325 |

| 2002*   | 2010*   | 2012    | 2013    | 2014    |
| ------- | ------- | ------- | ------- | ------- |
| 281 035 | 263 906 | 260 257 | 256 412 | 254 934 |

| 2022    | - | - | - | - |
| ------- | - | - | - | - |
| 239 386 | - | - | - | - |

### Enseignement
La ville possède un réseau éducatif représenté en 2017 par 97 établissements municipaux. Ils se répartissent entre 53 établissements préscolaires municipaux, 36 établissements d'enseignement général municipaux (dont trois gymnasiums, deux lycées et deux écoles approfondies) et 5 établissements municipaux d'enseignement complémentaire pour enfants. Selon les chiffres de 2017, il y a 14 269 écoliers dans les établissements préscolaires et 25 064 écoliers dans les établissements généraux.
Le système d’enseignement professionnel comprend 2 établissements d'enseignement supérieur d'État : l'Université d'État humaine et pédagogique de l'Amour et l'Université technique d'État de Komsomolsk-sur-l'Amour ; ainsi que 6 établissements d'enseignement professionnel.

### Santé
Le réseau médical de Komsomolsk-sur-l'Amour comprend 4 hôpitaux municipaux, une maternité, une clinique municipale et un hôpital municipal pédiatrique, 3 cliniques dentaires pour adultes et une clinique dentaire pédiatrique. Il y a aussi 5 établissements médicaux spécialisés, avec un dispensaire antituberculeux, un foyer, une clinique de traitement de la toxicomanie, une clinique d'oncologie et un hôpital psychiatrique. Par ailleurs, il y a une station d'ambulances, un centre de diagnostic et 74 organismes médicaux privés dans des domaines divers.

### Sports
Au 1er janvier 2016, la ville de Komsomolsk-sur-l'Amour possède 594 installations sportives. Elles sont réparties entre 4 stades avec tribunes, 292 installations sportives plates, 104 salles de sports, et 14 piscines.
- FK Smena Komsomolsk-sur-l'Amour, club de football fondé en 1935.

## Économie

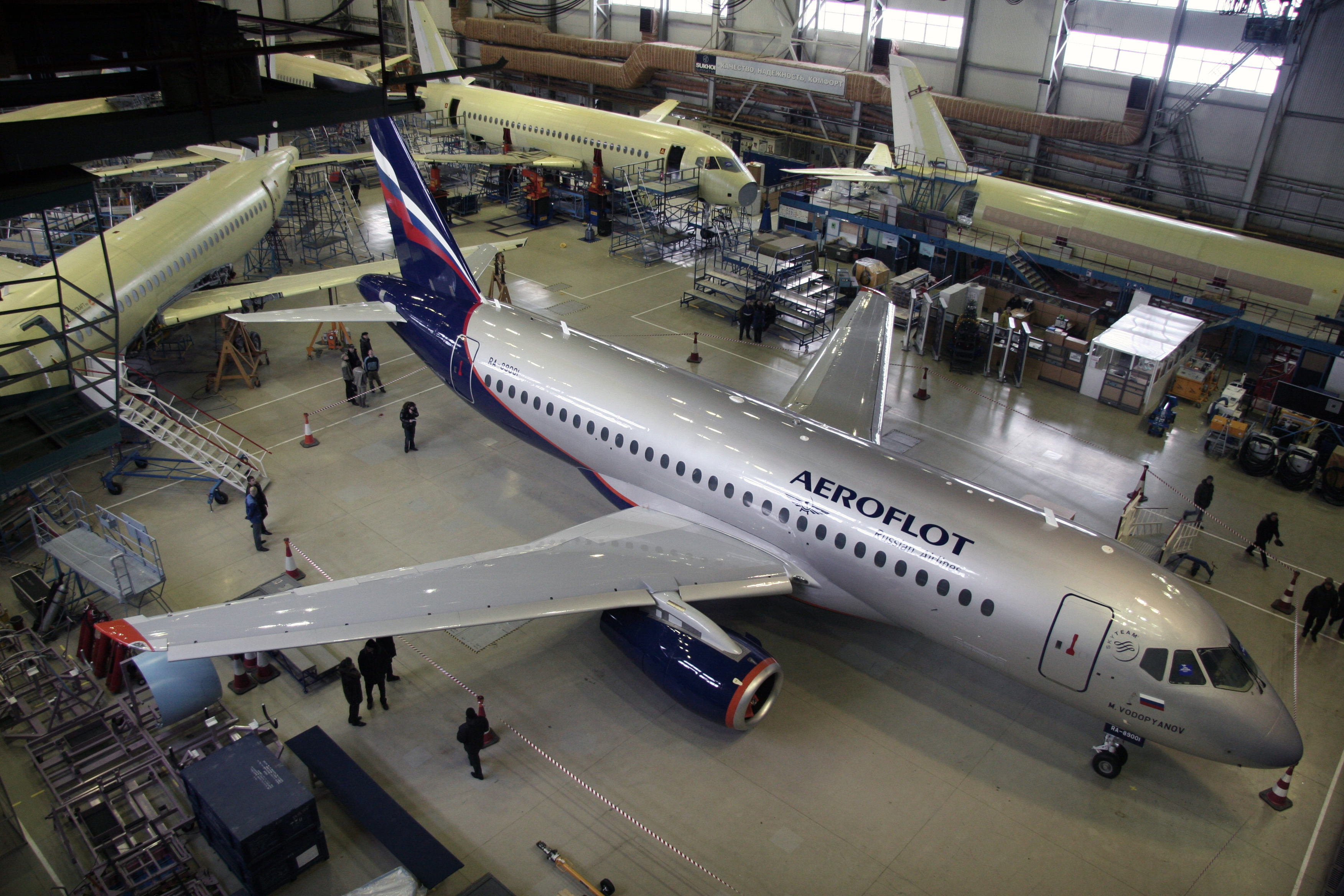
Soukhoï SuperJet 100 en cours d'assemblage.

### Revenus
Le salaire mensuel moyen à Komsomolsk-sur-l'Amour dans les grandes et moyennes entreprises et les organisations à but non lucratif s'élevait fin 2016 à 42 046 roubles, soit 92 % du salaire moyen dans le kraï de Khabarovsk. Par ailleurs, la ville bénéficie des allocations nordiques qui augmentent le revenu des travailleurs dans les régions de l'Extrême-Nord.

### Emplois
En raison de l'exode démographique, la ville souffre d'une pénurie croissante de main-d'œuvre qualifiée dans tous les secteurs économiques. Ainsi de 2009 à 2015, le nombre d'employés a diminué de 21 %, passant de 76 300 personnes à 60 200 personnes.
En 2017, environ 40 % des employés de la ville de Komsomolsk-sur-l'Amour sont employés dans l'industrie manufacturière, suivis de 15,1 % dans l'éducation, 14,3 % dans la santé et la fourniture de services sociaux, de 10,2 % dans les entreprises et organisations de transports et de communications. Parmi les employés dans l'industrie, près de 70 % sont dans l'industrie des véhicules et dans les équipements, environ 16 % dans la production métallurgique, et 8 % dans la production de produits pétroliers.
Au 1er janvier 2017, le taux de chômage était de 1,0 %, avec en tout 1 390 personnes inscrits au chômage, tandis que le nombre d'emplois vacants était à cette date de 279.

### Entreprises
Au cours du XXe siècle, la ville s'est beaucoup développée et s'est spécialisée dans diverses industries : la métallurgie, la construction mécanique, le raffinage du pétrole, la construction navale. Le constructeur aéronautique Soukhoï est également un important employeur de la ville avec une usine nommée Youri Gagarine (KnAAZ).

#### Industries

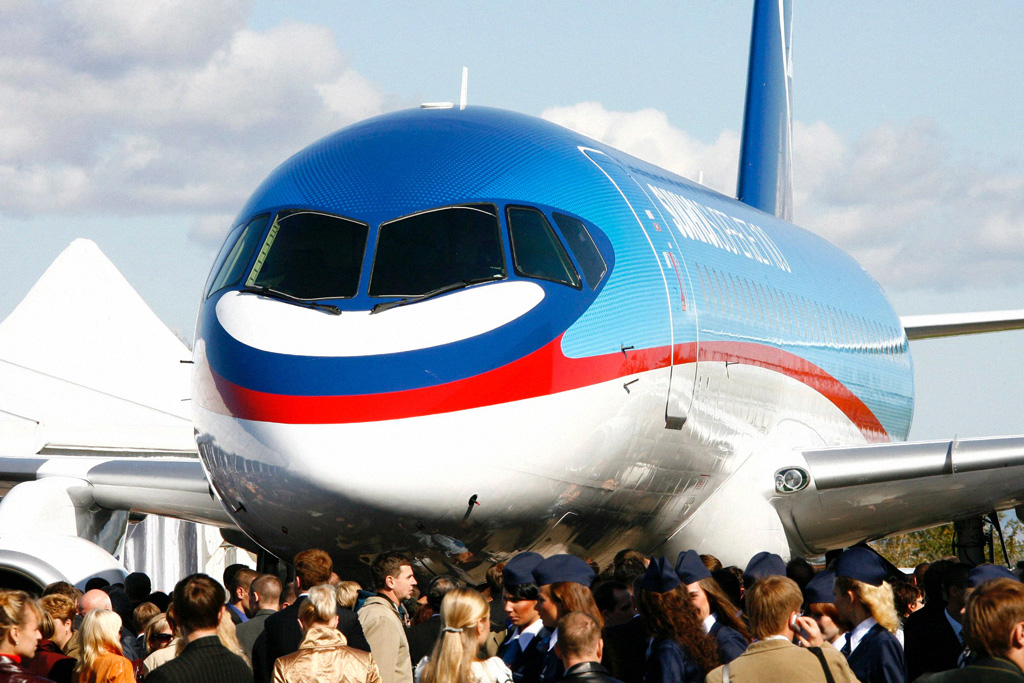
Dévoilement du Soukhoï SuperJet 100 en 2007 à l'usine aéronautique de la ville.

L'activité des industries est principalement représentée par le secteur de la construction et d'équipements, qui représente environ 73 % de l'industrie manufacturière totale de la ville. Parmi les entreprises de ce secteur se trouve l'usine aéronautique de Komsomolsk-sur-l'Amour Iouri Gagarine, plus grande entreprise aéronautique d'Extrême-Orient qui appartient à l'entreprise Soukhoï. En particulier, elle produit le Soukhoï SuperJet 100. Il y a aussi le chantier naval de l'Amour, plus grande entreprise de construction navale d'Extrême-Orient, qui produit des navires civils et militaires avec un tonnage jusqu'à 25 000 tonnes.
La pétrochimie occupe aussi une place importante, avec la raffinerie de Komsomolsk, qui traite le pétrole de Sibérie occidentale acheminé par le l'oléoduc Sibérie orientale - océan Pacifique, mais aussi le pétrole de Sakhaline fourni par le gazoduc Sakhaline-Khabarovsk-Vladivostok. Elle vend des produits pétroliers via le port de Vanino et le port de Nakhodka.
En outre, il y a le secteur métallurgique est lui représenté par Amurmetal, seule entreprise métallurgique d'Extrême-Orient faisant de l'acier. Une entreprise produit des vêtements, le secteur de la transformation du bois est important, avec plusieurs petites et moyennes entreprises et l'agroalimentaire est représenté par 9 entreprises.

#### Agriculture
En dépit du climat rigoureux avec un pergélisol, le secteur agricole est développé, avec des produits horticoles et maraîchers. En 2016, il existe 3 286 fermes privées dans le secteur agricole, dont 258 fermes dans l'élevage. Ces dernières comptent 756 têtes de bétail et 586 têtes de porcs, et produisent 1 633 tonnes de lait et 115 tonnes de viande selon les chiffres de 2016.

#### Tourisme
Le secteur touristique de la ville n'est pas développé dans la ville. Cependant, la ville dispose de sites culturels, de stations de ski et de plages sur le fleuve. En 2016, la ville comptait 23 hôtels, 10 structures d'hébergement similaires (dortoirs, auberges), 2 sanatoriums, et 1 maison de vacances. Par ailleurs, la ville comptait en 2016 141 établissements de restauration publics.

## Culture locale et patrimoine
Le 12 juin est considéré comme le jour de la ville.

### Monuments
La ville de Komsomolsk-sur-l'Amour compte en 2017 58 objets patrimoniaux culturels inscrits au registre d'État unifié des objets du patrimoine culturel. Ils se répartissent entre 48 monuments d'architecture et d'urbanisme, 9 monuments historiques et 1 monument d'art. De plus, il y a 24 objets identifiés, c'est-à-dire en attente de classement.

Patrimoine classé :
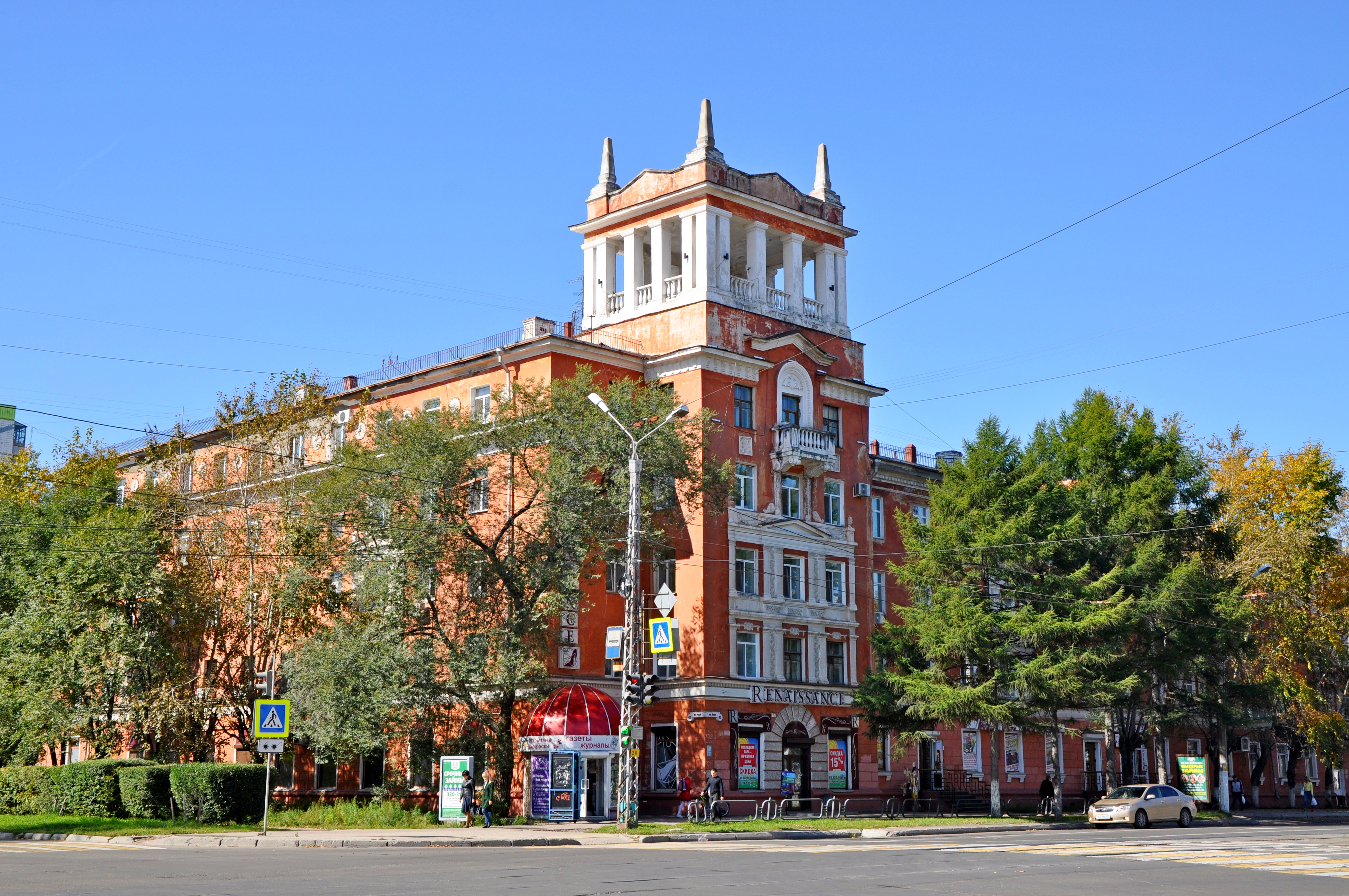
Immeuble résidentiel de l'Avenue Mira, no 43.
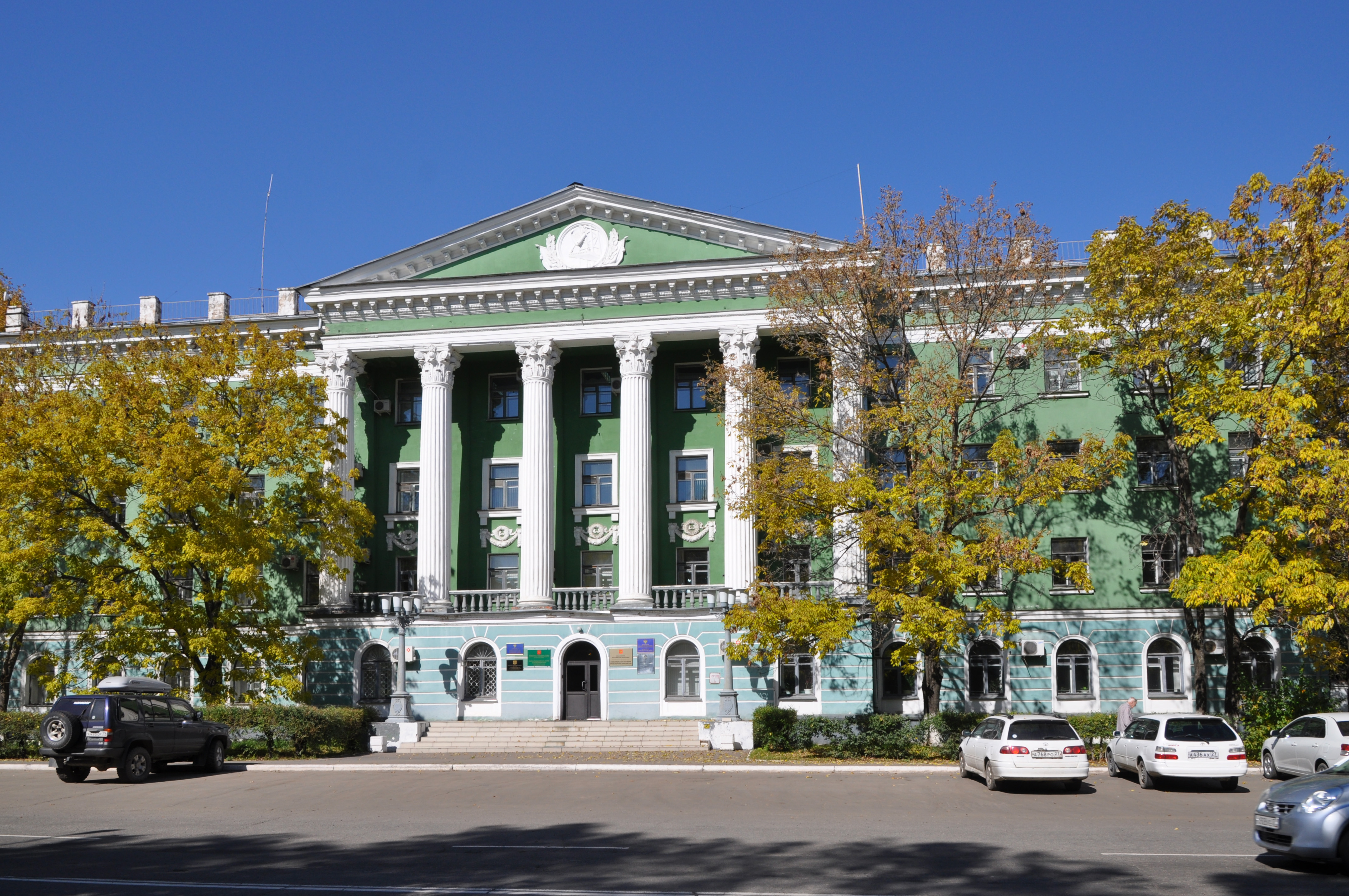
Bâtiment de confiance pour la construction.
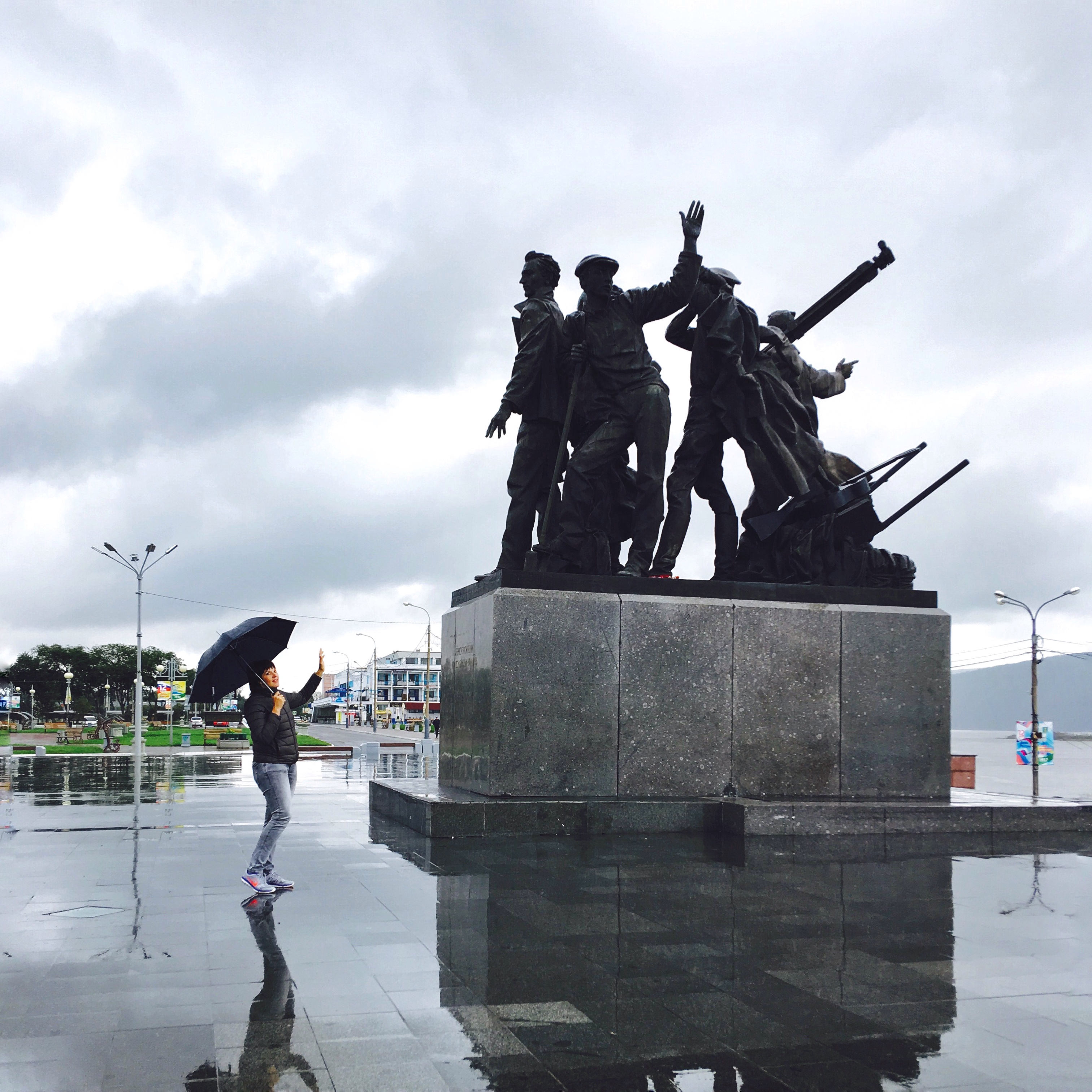
Monument aux premiers bâtisseurs de Komsomolsk-sur-l'Amour.
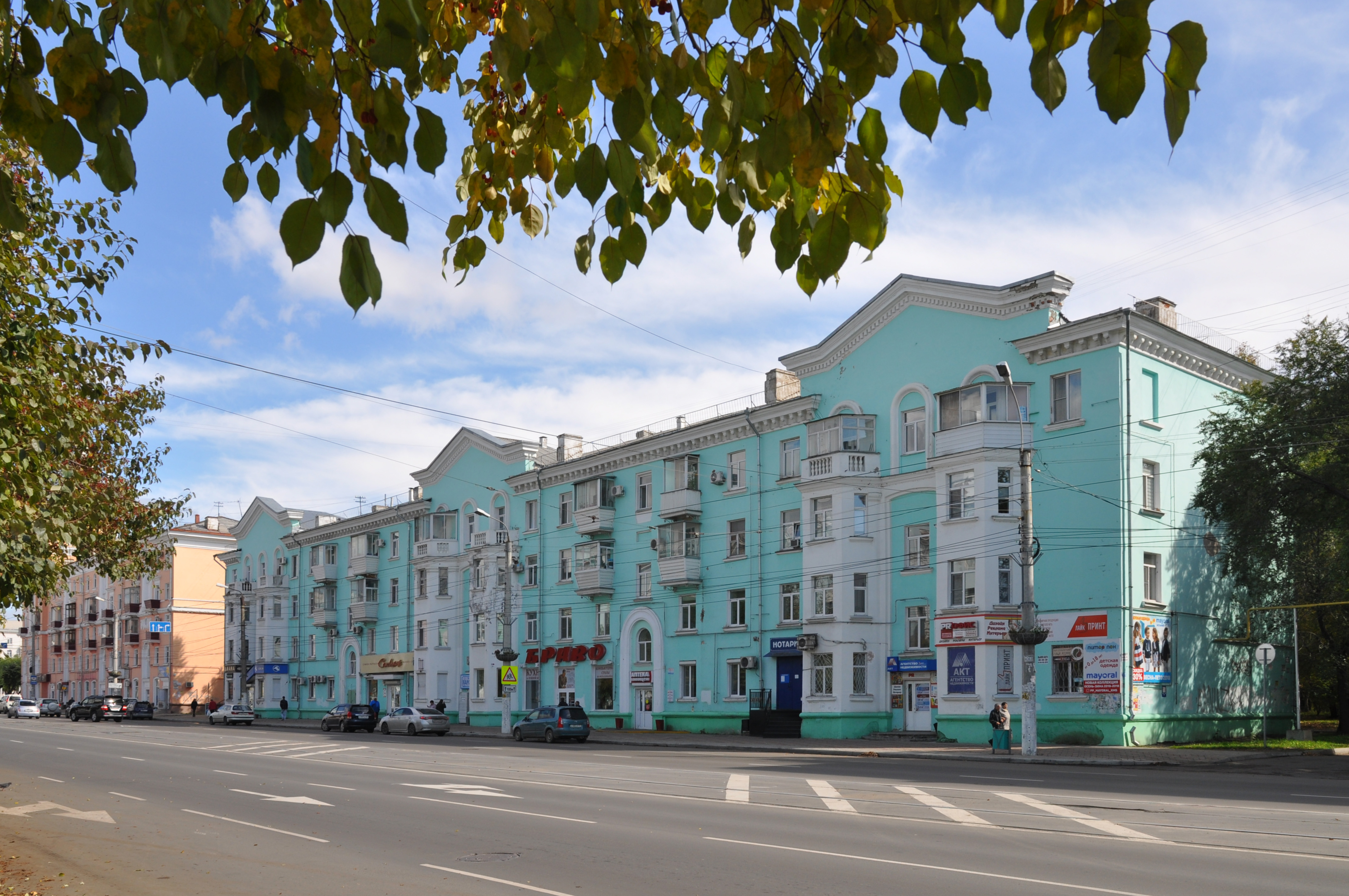
Immeuble résidentiel de l'Avenue Lénine, no 23.

### Établissements culturels
La ville possède 8 établissements culturels municipaux, dont 2 établissements d'enseignement complémentaire pour enfants, la bibliothèque centralisée de la ville, le palais de la Culture Almaz, le Centre zoologique, le théâtre dramatique ainsi que 2 musées, avec le musée municipal des traditions locales et le musée des Beaux-Arts. Les deux musées possèdent plus de 83 900 unités dans leurs fonds, dont 59 700 unités dans leur fonds principal.
De plus, la ville compte 3 cinémas, le Palais de la Culture des Cheminots, le Palais de la Culture et des Sports et 5 autres établissements culturels privés à but non lucratif.